# Léonie Rouzade
Léonie Rouzade, Louise-Léonie Camusat (París, 1839-Versalles, 1916) fue una feminista, política, periodista y autora francesa. Activa partidaria de los derechos de la mujer, en 1880 junto con Eugénie Pierre, fundó la Union des femmes, la primera asociación de mujeres socialistas en Francia. Como escritora, en 1872 publicó dos novelas: Le Monde renversé ( El mundo al revés ) y Voyage de Théodose à l'île de l'Utopie  ( Un viaje a la isla de la Utopía ).

## Biografía
Louise-Léonie Camusat era hija de un relojero. Después de trabajar como bordadora en 1860 se casó con Auguste Rouzade, un contable de Meudon, donde se establecieron. Invirtió su tiempo libre en la promoción de la causa de las mujeres de clase trabajadora, escribiendo dos novelas feministas Voyage de Théodose à l'île de l'Utopie y Le Monde renversé.

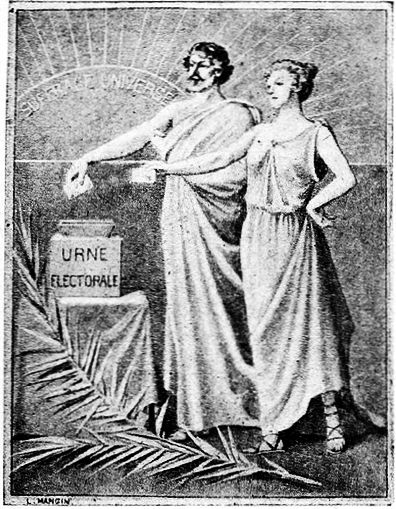
El voto de las mujeres

En la primera, el náufrago Théodose descubre una isla donde todos trabajan en armonía durante solo cuatro horas al día disfrutando de la completa igualdad entre hombres y mujeres.En la última, una mujer confinada en un harén en el Medio Oriente lidera una revuelta, imponiendo un nuevo código legal basado en que los hombres obedezcan el gobierno de las mujeres.
En 1878, Rouzade participó en el Congreso Internacional de Mujeres donde conoció a Hubertine Auclert, quien la animó a apoyar el Droit des femmes que fundó al año siguiente. Después de fusionarse con el Parti ouvrier (Partido de los Trabajadores), Rouzade escribió para el diario Le Prolétaire y habló en conferencias del partido. El 28 de febrero de 1880, Le Prolétaire anunció que Léonie Rouzade y Eugénie Pierre habían establecido la Union des femmes (UdF). Rouzade habló en la primera reunión de la organización el 13 de abril de 1880. Ese junio, representó a la UdF en la organización socialista de la región de París Union fédérative du centre y en el Congès du Havre de 1880. Continuó hablando en funciones socialistas hasta 1882 cuando se retiró de la campaña activa después de enfrentar una fuerte oposición como candidata socialista para el distrito 12 de París en las elecciones municipales de 1881.
En 1891, se unió a La Solida des femmes fundada por Eugénie Potonié-Pierre pero dejó la organización alrededor de 1901 tras la muerte del fundador.
Léonie Rouzade murió a mediados de octubre de 1916. La Rue Léonie Rouzade en Meudon lleva su nombre.

## Obras
- Le Monde renversé, París: Lachaud, 1872[11]
- Desarrollo del programa de la Sociedad "L'Union des femmes": Discurso de la ciudadana Rouzade, pronunciado en la Salle d'Arras el 13 de abril de 1880, París: Sede de la Unión de Mujeres, 1880[12]
- Pequeño catecismo moral socialista y secular , Meudon: Léonie Rouzade, 1.ª edición , 1895 (reediciones ampliadas: 1903, 1904, 1905)[13]
- Las mujeres y el pueblo, la organización social del mañana , Meudon: Léonie Rouzade, 1.ª edición , 1896 (reedición ampliada: 1905) — Edición de 1905 disponible en línea: Gallica.